# Bella Vista (Arkansas)

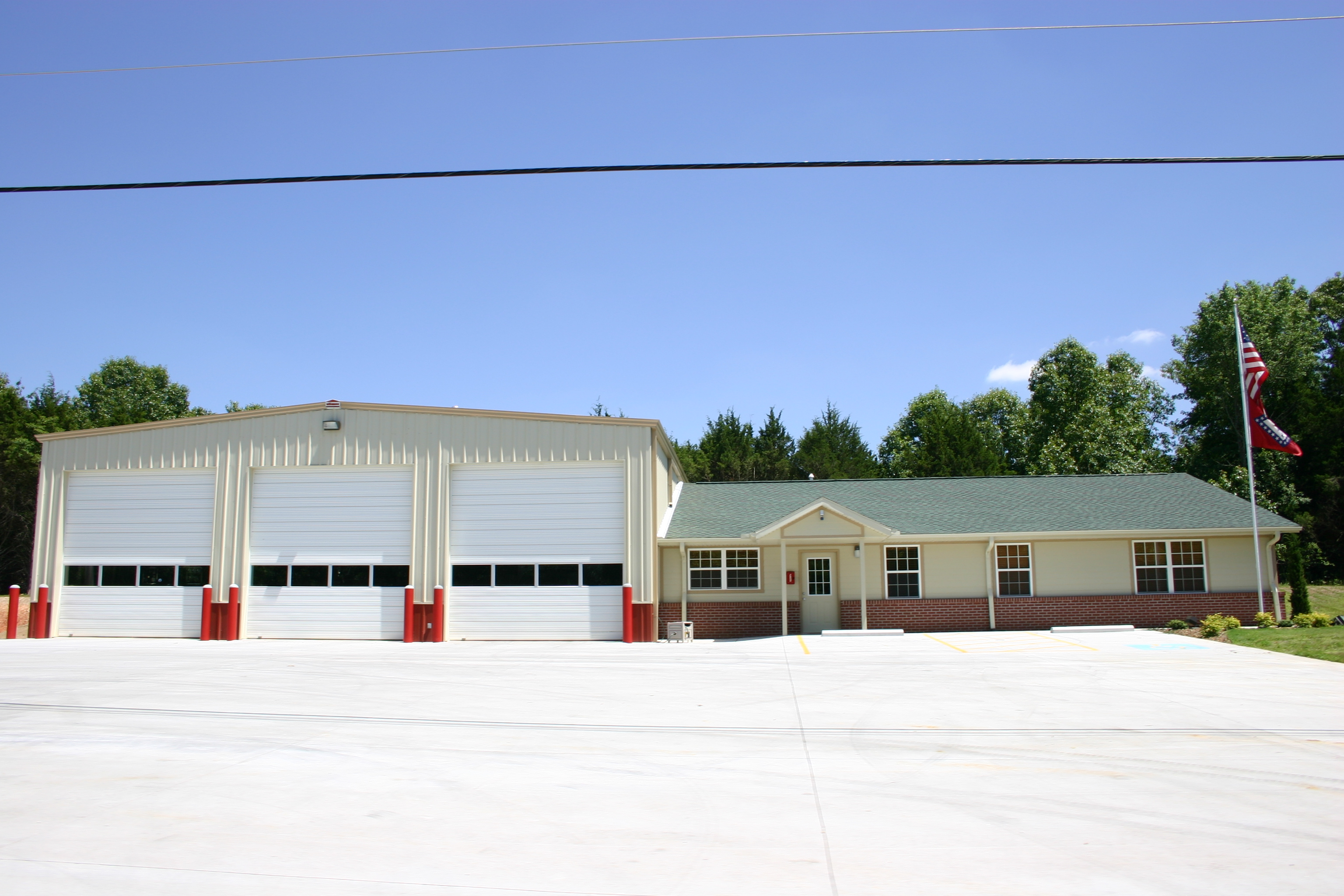
De brandweerkazerne in Bella Vista

Bella Vista is een plaats (census-designated place) in de Amerikaanse staat Arkansas, en valt bestuurlijk gezien onder Benton County.

## Demografie
Bij de volkstelling in 2000 werd het aantal inwoners vastgesteld op 16.582.

## Geografie
Volgens het United States Census Bureau beslaat de plaats een oppervlakte van
172,0 km², waarvan 169,9 km² land en 2,1 km² water.